# Kafrsadżna
Kafrsadżna (arab. كفرسجنة) – miejscowość w Syrii, w muhafazie Idlib. W 2004 roku liczyła 8935 mieszkańców.